# Türkische Beachhandball-Nationalmannschaft der Frauen
Die türkische Beachhandball-Nationalmannschaft der Frauen repräsentiert den Türkiye Hentbol Federasyonu (THF) als Auswahlmannschaft auf internationaler Ebene bei Länderspielen im Beachhandball gegen Mannschaften anderer nationaler Verbände. Den Kader nominiert der Nationaltrainer.
Als Unterbau fungieren die Nationalmannschaft der Juniorinnen. Das männliche Pendant ist die Türkische Beachhandball-Nationalmannschaft der Männer.

## Geschichte
Wie in verschiedenen anderen Mittelmeerländern entwickelte sich der Beachhandball auch in der Türkei besonders schnell. Nach der Jahrtausendwende gehörte die Nationalmannschaft der Frauen zur Weltspitze. Nachdem die Mannschaft bei den ersten Europameisterschaften 2000 noch Vorletzte geworden waren, erreichten sie zwei Jahre später das Finale und unterlag dort Russland. Auch bei den erstmals ausgetragenen Weltmeisterschaften 2004 mussten sich die Türkinnen erneut nur der russischen Mannschaft geschlagen geben. Bei der einzigen Teilnahme an World Games 2005 gewann die Mannschaft die Bronzemedaille. Noch bis zum Ende des Jahrzehnts konnte sich die Mannschaft in der erweiterten Weltspitze halten. 2010 fanden die Weltmeisterschaften vor heimischer Kulisse in Antalya statt. Nachdem die Mannschaft bei den Europameisterschaften 2013 Achte wurde, nahm die A-Nationalmannschaft danach bis 2019 an keinen internationalen Turnieren teil. 2016 und 2017 blieben jedoch die einzigen Jahre, in denen der Verband den Beachhandball hinten anstellte, in den übrigen Jahren war die Türkei zumindest bei den Juniorinnen mit Mannschaften vertreten darunter beim ersten olympischen Beachhandball-Wettbewerb im Rahmen der Olympischen Jugend-Sommerspiele 2018 in Buenos Aires. Seit den Europameisterschaften 2019 starten auch wieder türkische A-Nationalmannschaften international bei den Frauen.

## Teilnahmen
| World Games - 2001: nicht qualifiziert - 2005: 3. - 2009: nicht qualifiziert - 2013: nicht qualifiziert - 2017: nicht qualifiziert - 2022: nicht qualifiziert World Beach Games - 2019: nicht qualifiziert - 2023: Mediterranean Beach Games - 2015: 3. - 2019: keine Teilnahme - 2023: | Weltmeisterschaften - 2004: 2. - 2006: nicht qualifiziert - 2008: 5. - 2010: 5. - 2012: nicht qualifiziert - 2014: nicht qualifiziert - 2016: nicht qualifiziert - 2018: nicht qualifiziert - 2020: nicht qualifiziert, ausgefallen - 2022: nicht qualifiziert | Europameisterschaften - 2000: 7. - 2002: 2. - 2004: 5. - 2006: 4. - 2007: 10. - 2009: 11. - 2011: 7. - 2013: 8. - 2015: keine Teilnahme - 2017: keine Teilnahme - 2019: 11. - 2021: 10. - 2023: qualifiziert | Europaspiele - 2023: EHF Championship - 2022: 7. Global Tour - 2022: |

## Trainer
| Cheftrainer/in - 2006(?)–2011: Birol Ünsal - 2013: Orhan İlerisoy - seit 2018: Kadir Ayar | Co-Trainer/in - 2006: Kadir Ayar - 2007: Recai Gülhan - 2009: Kadir Ayar - 2011: Esin Öztürk - seit 2013: Senar Dayat |

## Einzelbelege
1. ↑  IHF | High interest in EHF Beach Handball EURO 2021 as 37 teams register. Abgerufen am 19. Juni 2021.
2. ↑  Daten zum Teil ungefähre/geschätzte Werte